# Pseudoepicoccum cocos
Pseudoepicoccum cocos är en svampart som först beskrevs av Frank Lincoln Stevens, och fick sitt nu gällande namn av M.B. Ellis 1971. Pseudoepicoccum cocos ingår i släktet Pseudoepicoccum, divisionen sporsäcksvampar och riket svampar.   Inga underarter finns listade i Catalogue of Life.